# سعيد حمامي
سعيد حمامي (1941 في يافا – 1978 في لندن) مناضل وسياسي ومفكر فلسطيني، ومدير مكتب ممثلية منظمة التحرير الفلسطينية لدى لندن منذ تأسيسه في مقر الجامعة العربية بلندن عام 1972 وحتى اغتياله عام 1978.

## عنه
وُلد في يافا عام 1941م وهاجر مع أسرته إلى الأردن عام 1948 إبان قيام دولة إسرائيل. تلقّى تعليمه الابتدائي والثانوي في عمّان ثم انتقل إلى دمشق لمتابعة دراسته الجامعية.<، إنضمّ لحزب البعث العربي أثناء دراسته، وبعد تخرجه انتقل للسعودية حيث عمل مدرساً،[بحاجة لمصدر] ثم عاد لدمشق وعمل في الصحافة وترأس تحرير إحدى المطبوعات الصادرة هناك، لكنه سرعان ما انتقل للعمل التنظيمي الفلسطيني، حيث انضم لحركة فتح.

أصبح عضواً في المجلس الوطني الفلسطيني وهو في بداية الثلاثينات من عمره. ثم وقع عليه الاختيار لترؤس أول مكتب لمنظمة التحرير الفلسطينية في لندن، والذي أحدث إنشاؤه، بالإضافة لبضعة مكاتب مماثلة في عواصم أوروبية أخرى، وقد اتيح وجود تلك المكاتب التواصل الفلسطيني المباشر مع وسائل الإعلام والفعاليات الشعبية والمؤسسات السياسية الغربية.
وقد نشط سعيد حمّامي في لندن بمقالاته الصحفية ومقابلاته الإعلامية والسياسية، واشتهر بخطاباته العامة في مختلف المنابر، بما فيها حديقة هايد بارك الشهيرة. وكان داعياً للتعايش السلمي بين الفلسطينيين والإسرائيليين المشروط بإعادة الحقوق المسلوبة للشعب الفلسطيني.

اغتيل في مكتبه في لندن يوم 4 يناير 1978م برصاصات أطلقها عليه شاب قيل إنه عربي الملامح. إلا أنه لم يتم القبض عليه. أشارت أصابع الإتهام حينذ لإسرائيل على اعتبار أنها المستفيد الأكبر من موته. بينما انصبت إتهامات أخرى على منظمة أبو نضال الإرهابية
، فيما دارت شكوك البعض حول تورط أجهزة مخابرات عربية في الجريمة.
[بحاجة لمصدر]
ألّف عنه داعية السلام الإسرائيلي المعروف أوري أفنيري كتاباً أسماه «صديقي العدو».